# Bréziers
Bréziers település Franciaországban, Hautes-Alpes megyében. Lakosainak száma 236 fő (2022. január 1.). Bréziers Bellaffaire, Saint-Martin-lès-Seyne, Rochebrune és Ubaye-Serre-Ponçon községekkel határos.

## Népesség
A település népességének változása:
| Lakosok száma | 225  | 156  | 124  | 137  | 182  | 210  | 230  | 234  | 249  | 236  |
|               | 1968 | 1982 | 1999 | 2006 | 2011 | 2015 | 2017 | 2018 | 2020 | 2022 |